# Municipio de Bell (condado de Jefferson)
El municipio de Bell (en inglés: Bell Township) es un municipio ubicado en el condado de Jefferson en el estado estadounidense de Pensilvania. En el año 2000 tenía una población de 2.029 habitantes y una densidad poblacional de 69.7 personas por km².

## Geografía
El municipio de Bell se encuentra ubicado en las coordenadas 40°57′00″N 78°54′59″O / 40.95000, -78.91639.

## Demografía
Según la Oficina del Censo en 2000 los ingresos medios por hogar en la localidad eran de $36,250 y los ingresos medios por familia eran de $40,741. Los hombres tenían unos ingresos medios de $31,557 frente a los $20,694 para las mujeres. La renta per cápita de la localidad era de $18,130. Alrededor del 5,5% de la población estaba por debajo del umbral de pobreza.